# Mata Utu
Mata Utu – stolica terytorium zamorskiego Francji Wallis i Futuna, położona na wyspie Wallis. Jest zamieszkana przez nieco ponad 1000 osób. 